# Campionati del mondo di atletica leggera 2019 - 200 metri piani femminili
La specialità dei 200 metri piani femminili dei campionati del mondo di atletica leggera 2019 si è svolta tra il 30 settembre e il 2 ottobre allo Stadio internazionale Khalifa di Doha, in Qatar.

## Podio
| Pos.    | Atleta            | Nazionalità   | Tempo |
| ------- | ----------------- | ------------- | ----- |
| Oro     | Dina Asher-Smith  | Gran Bretagna | 21"88 |
| Argento | Brittany Brown    | Stati Uniti   | 22"22 |
| Bronzo  | Mujinga Kambundji | Svizzera      | 22"51 |

## Situazione pre-gara

### Record
Prima di questa competizione, il record del mondo (RM) e il record dei campionati (RC) erano i seguenti.
| Record                | Prestazione | Atleta                               | Data                                  | Competizione         |
| --------------------- | ----------- | ------------------------------------ | ------------------------------------- | -------------------- |
| Record mondiale       | 21"34       | Florence Griffith-Joyner Stati Uniti | 29 settembre 1988 Seul, Corea del Sud | Giochi olimpici 1988 |
| Record dei campionati | 21"63       | Dafne Schippers Paesi Bassi          | 28 agosto 2015 Pechino, Cina          | Mondiali 2015        |

### Campioni in carica
I campioni in carica a livello mondiale e olimpico erano:
| Campione | Atleta                      | Prestazione | Data                                   | Competizione   |
| -------- | --------------------------- | ----------- | -------------------------------------- | -------------- |
| Olimpico | Elaine Thompson Giamaica    | 21"78       | 17 agosto 2016 Rio de Janeiro, Brasile | Olimpiadi 2016 |
| Mondiale | Dafne Schippers Paesi Bassi | 22"05       | 11 agosto 2017 Londra, Gran Bretagna   | Mondiali 2017  |

### La stagione
Prima di questa gara, gli atleti con le migliori tre prestazioni dell'anno erano:
| Pos. | Atleta                      | Prestazione | Data                                            |
| ---- | --------------------------- | ----------- | ----------------------------------------------- |
| 1    | Shaunae Miller-Uibo Bahamas | 21"74       | 29 agosto 2019 Zurigo, Svizzera                 |
| 2    | Elaine Thompson Giamaica    | 22"00       | 23 giugno 2019 Kingston, Giamaica               |
| 3    | Blessing Okagbare Nigeria   | 22"05       | 30 giugno 2019 Palo Alto, Stati Uniti d'America |

## Risultati

### Batterie
Le batterie si sono corse a partire dalle 17:05 del 30 settembre. Le prime tre di ogni serie (Q) e i sei tempi migliori tra le escluse (q) si qualificano alle semifinali.
| Pos. | Batteria | Corsia | Nome                         | Nazionalità       | Tempo | Note                          |
| ---- | -------- | ------ | ---------------------------- | ----------------- | ----- | ----------------------------- |
| 1    | 4        | 7      | Dina Asher-Smith             | Regno Unito       | 22"32 | Q                             |
| 2    | 3        | 9      | Brittany Brown               | Stati Uniti       | 22"33 | Q                             |
| 3    | 6        | 8      | Anglerne Annelus             | Stati Uniti       | 22"56 | Q                             |
| 4    | 4        | 6      | Dezerea Bryant               | Stati Uniti       | 22"56 | Q                             |
| 5    | 4        | 5      | Tynia Gaither                | Bahamas           | 22"57 | Q                             |
| 6    | 5        | 2      | Aminatou Seyni               | Niger             | 22"58 | Q                             |
| 7    | 3        | 5      | Elaine Thompson              | Giamaica          | 22"61 | Q                             |
| 8    | 5        | 4      | Tatjana Pinto                | Germania          | 22"63 | Q                             |
| 9    | 5        | 8      | Gina Bass                    | Gambia            | 22"67 | Q                             |
| 10   | 3        | 3      | Lisa-Marie Kwayie            | Germania          | 22"77 | Q                             |
| 11   | 3        | 6      | Maja Mihalinec               | Slovenia          | 22"78 | q                             |
| 12   | 2        | 7      | Ivet Lalova-Collio           | Bulgaria          | 22"79 | Q                             |
| 13   | 2        | 5      | Jodie Williams               | Regno Unito       | 22"80 | Q                             |
| 14   | 2        | 2      | Mujinga Kambundji            | Svizzera          | 22"81 | Q                             |
| 15   | 1        | 2      | Anthonique Strachan          | Bahamas           | 22"86 | Q                             |
| 16   | 2        | 6      | Basant Hemida                | Egitto            | 22"88 | q                             |
| 17   | 4        | 3      | Jamile Samuel                | Paesi Bassi       | 22"90 | q                             |
| 18   | 6        | 9      | Carolle Zahi                 | Francia           | 22"99 | Q                             |
| 19   | 4        | 8      | Crystal Emmanuel             | Canada            | 23"00 | q                             |
| 20   | 3        | 2      | Marileidy Paulino            | Rep. Dominicana   | 23"04 | q                             |
| 21   | 1        | 4      | Kamaria Durant               | Trinidad e Tobago | 23"08 | Q                             |
| 22   | 4        | 4      | Jessica-Bianca Wessolly      | Germania          | 23"10 | q                             |
| 23   | 6        | 3      | Beth Dobbin                  | Regno Unito       | 23"14 | Q                             |
| 24   | 1        | 3      | Shashalee Forbes             | Giamaica          | 23"15 | Q                             |
| 25   | 5        | 3      | Olga Safronova               | Kazakistan        | 23"16 |                               |
| 26   | 6        | 4      | Kryscina Cimanoŭskaja        | Bielorussia       | 23"22 |                               |
| 27   | 6        | 5      | Imke Vervaet                 | Belgio            | 23"24 | Miglior prestazione personale |
| 28   | 2        | 9      | Liang Xiaojing               | Cina              | 23"27 |                               |
| 29   | 1        | 6      | Sarah Atcho                  | Svizzera          | 23"29 |                               |
| 30   | 3        | 8      | Gunta Vaičule                | Lettonia          | 23"32 |                               |
| 31   | 2        | 3      | Mauricia Prieto              | Trinidad e Tobago | 23"33 |                               |
| 32   | 4        | 2      | Gloria Hooper                | Italia            | 23"33 |                               |
| 33   | 4        | 9      | Gulsumbi Sharifova           | Tagikistan        | 23"45 |                               |
| 34   | 6        | 7      | Rafaéla Spanoudaki-Hatziriga | Grecia            | 23"48 |                               |
| 35   | 6        | 2      | Schillonie Calvert-Powell    | Giamaica          | 23"52 |                               |
| 36   | 2        | 8      | Sindija Bukša                | Lettonia          | 23"53 |                               |
| 37   | 1        | 5      | Phil Healy                   | Irlanda           | 23"56 |                               |
| 38   | 5        | 6      | Lorraine Martins             | Brasile           | 23"56 |                               |
| 39   | 5        | 5      | Zhang Man                    | Cina              | 23"60 |                               |
| 40   | 2        | 4      | Archana Suseendran           | India             | 23"65 |                               |
| 41   | 3        | 7      | Vitória Cristina Rosa        | Brasile           | 23"81 |                               |
| 42   | 1        | 8      | Zoe Hobbs                    | Nuova Zelanda     | 23"94 |                               |
| 43   | 5        | 7      | Shanti Pereira               | Singapore         | 24"00 |                               |
|      | 5        | 9      | Blessing Okagbare            | Nigeria           | dq    |                               |
|      | 6        | 6      | Natacha Ngoye Akamabi        | Rep. del Congo    | dq    |                               |

### Semifinali
Le semifinali si sono corse a partire dalle 21:35 del 1º ottobre. Le prime due di ogni serie (Q) e i due tempi migliori tra le escluse (q) si qualificano alla finale.
| Pos. | Batteria | Corsia | Nome                    | Nazionalità       | Tempo | Note                                     |
| ---- | -------- | ------ | ----------------------- | ----------------- | ----- | ---------------------------------------- |
| 1    | 3        | 6      | Dina Asher-Smith        | Gran Bretagna     | 22"16 | Q                                        |
| 2    | 2        | 5      | Brittany Brown          | Stati Uniti       | 22"46 | Q                                        |
| 3    | 1        | 5      | Anglerne Annelus        | Stati Uniti       | 22"49 | Q                                        |
| 4    | 1        | 9      | Mujinga Kambundji       | Svizzera          | 22"49 | Q                                        |
| 5    | 3        | 4      | Dezerea Bryant          | Stati Uniti       | 22"56 | Q                                        |
| 6    | 2        | 9      | Tynia Gaither           | Bahamas           | 22"57 | Q                                        |
| 7    | 2        | 7      | Ivet Lalova-Collio      | Bulgaria          | 22"58 | q                                        |
| 8    | 3        | 9      | Gina Bass               | Gambia            | 22"60 | q                                        |
| 9    | 1        | 3      | Crystal Emmanuel        | Canada            | 22"65 | Miglior prestazione personale stagionale |
| 10   | 1        | 6      | Aminatou Seyni          | Niger             | 22"77 |                                          |
| 11   | 1        | 4      | Jodie Williams          | Gran Bretagna     | 22"78 |                                          |
| 12   | 3        | 3      | Maja Mihalinec          | Slovenia          | 22"81 |                                          |
| 13   | 3        | 8      | Lisa-Marie Kwayie       | Germania          | 22"83 |                                          |
| 14   | 2        | 2      | Basant Hemida           | Egitto            | 22"92 |                                          |
| 15   | 1        | 2      | Jamile Samuel           | Paesi Bassi       | 23"02 |                                          |
| 16   | 2        | 4      | Carolle Zahi            | Francia           | 23"03 |                                          |
| 17   | 3        | 2      | Marileidy Paulino       | Rep. Dominicana   | 23"03 | Miglior prestazione personale            |
| 18   | 1        | 7      | Tatjana Pinto           | Germania          | 23"11 |                                          |
| 19   | 2        | 8      | Beth Dobbin             | Gran Bretagna     | 23"11 |                                          |
| 20   | 1        | 8      | Shashalee Forbes        | Giamaica          | 23"14 |                                          |
| 21   | 2        | 3      | Jessica-Bianca Wessolly | Germania          | 23"37 |                                          |
| 22   | 3        | 5      | Kamaria Durant          | Trinidad e Tobago | 23"44 |                                          |
| 23   | 3        | 7      | Anthonique Strachan     | Bahamas           | 25"44 |                                          |
|      | 2        | 6      | Elaine Thompson         | Giamaica          | dns   |                                          |

### Finale
La finale si è corsa alle 22:35 del 2 ottobre.
| Pos. | Corsia | Nome               | Nazionalità   | Tempo | Note                          |
| ---- | ------ | ------------------ | ------------- | ----- | ----------------------------- |
|      | 7      | Dina Asher-Smith   | Gran Bretagna | 21"88 | Record nazionale              |
|      | 6      | Brittany Brown     | Stati Uniti   | 22"22 | Miglior prestazione personale |
|      | 4      | Mujinga Kambundji  | Svizzera      | 22"51 |                               |
| 4    | 5      | Anglerne Annelus   | Stati Uniti   | 22"59 |                               |
| 5    | 8      | Dezerea Bryant     | Stati Uniti   | 22"63 |                               |
| 6    | 2      | Gina Bass          | Gambia        | 22"71 |                               |
| 7    | 3      | Ivet Lalova-Collio | Bulgaria      | 22"77 |                               |
| 8    | 9      | Tynia Gaither      | Bahamas       | 22"90 |                               |